# لیام دیویس (بازیکن فوتبال، زاده۱۹۸۶)
لیام دیویس (انگلیسی: Liam Davis؛ زادهٔ ۲۳ نوامبر ۱۹۸۶) بازیکن فوتبال اهل بریتانیا است.
از باشگاه‌هایی که در آن بازی کرده‌است می‌توان به باشگاه فوتبال پیتربورو یونایتد، باشگاه فوتبال فولام، باشگاه فوتبال یئوویل تاون، باشگاه فوتبال آکسفورد یونایتد، باشگاه فوتبال کاونتری سیتی، و باشگاه فوتبال نورث‌همپتون تاون اشاره کرد.